# Lazaretto (píseň)
„Lazaretto“ je první singl z druhého alba amerického hudebníka Jacka Whitea nazvaného Lazaretto. Původně vyšel v koncertní verzi na 7" singlu dne 19. dubna 2014. Na jeho B-straně se nacházela coververze písně „Power of My Love“ od zpěváka Elvise Presleyho. O několik dní později byla představena také studiová verze písně. Na počátku června byl k písni představen také videoklip.
Původní nahrávka vydaná na singlu byla nahrána, vylisována, vydána i prodávána ve stejný den, tedy 19. dubna 2014. Stalo se tak za méně než čtyři hodiny.

## Obsazení
- Jack White – zpěv, elektrická kytara
- Daru Jones – bicí
- Dominic Davis – basová kytara
- Fats Kaplin – housle
- Ikey Owens – Moog syntezátor
- Cory Younts – Korg syntezátor